# Conversazioni di Hitler a tavola

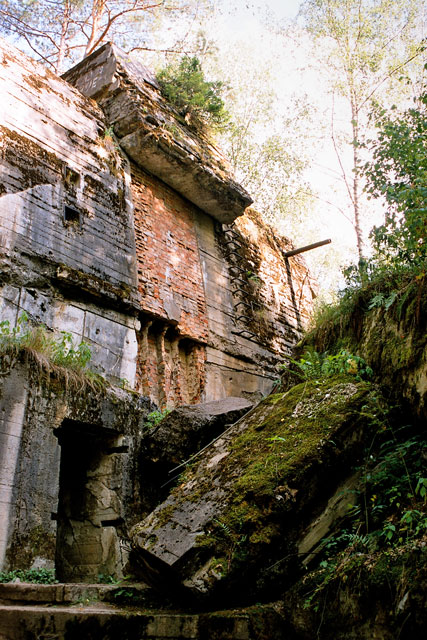
Hitler ha tenuto la maggior parte dei monologhi alla Wolfsschanze (sopra) e al Werwolf

Conversazioni di Hitler a tavola (in tedesco: Tischgespräche im Führerhauptquartier; in francese: Libres propos d'Adolf Hitler; in inglese: Hitler's Table Talk) è il titolo dato a una serie di monologhi di Adolf Hitler, trascritti dal 1941 al 1944. Le osservazioni di Hitler furono registrate da Heinrich Heim, Henry Picker e Martin Bormann e successivamente pubblicate da vari editori con titoli diversi in quattro lingue.
Martin Bormann, segretario privato di Hitler, convinse lo stesso Hitler a consentire a una squadra di ufficiali scelti appositamente di registrare in stenografia le sue conversazioni private per tramandarle ai posteri. I primi appunti furono presi dall'avvocato Heinrich Heim dal 5 luglio 1941 fino a metà marzo 1942; Henry Picker prese appunti dal 21 marzo 1942 al 2 agosto 1942, dopodiché Heinrich Heim e Martin Bormann continuarono ad aggiungere del materiale saltuariamente fino al 1944.
I colloqui furono registrati al Führerhauptquartiere in compagnia della cerchia ristretta di Hitler; gli argomenti riguardano la guerra e gli affari esteri, ma anche gli atteggiamenti di Hitler verso la religione, cultura e filosofia, le sue aspirazioni personali e i suoi sentimenti nei confronti dei suoi nemici e amici.
Sebbene i monologhi siano stati generalmente considerati autentici, rimangono alcune questioni controverse su vari aspetti delle opere pubblicate.

## Storia
La storia del documento è relativamente complessa poiché furono coinvolte numerose persone, in tempi e momenti diversi, che raccolsero diverse porzioni dei discorsi: questo portò ad avere due raccolte distinte, poi tradotte in più lingue senza sovrapposizioni temporali e in alcuni casi anche nascoste a causa dei problemi legali e di copyright.
Tutte le edizioni e le traduzioni si basarono sui due taccuini tedeschi originali, uno tenuto da Henry Picker e l'altro tratto dal taccuino più completo di Martin Bormann (spesso chiamato Bormann-Vermerke). Henry Picker fu il primo, nel 1951, a pubblicare i discorsi nell'originale tedesco, seguito dalla traduzione francese del 1952 di François Genoud, finanziere e benefattore svizzero. L'edizione inglese uscì nel 1953, tradotta da R. H. Stevens e Norman Cameron e pubblicata con l'introduzione dello storico Hugh Trevor-Roper.
Sia la traduzione francese che quella inglese si presume si basassero sul manoscritto Bormann-Vermerke, mentre il volume di Picker fu basato sulle sue note originali così come sulle note che aveva acquisito direttamente da Heinrich Heim tra il 5 luglio 1941 e il marzo 1942. Il contenuto originale in tedesco del Bormann-Vermerke fu pubblicato dallo storico Werner Jochmann dopo il 1980, ma questa edizione non è completa in quanto mancano 100 annotazioni tenute da Picker tra il 12 marzo e il 1º settembre 1942.
Sia i manoscritti originali di Heim che quelli di Picker sembrano essere andati perduti. Albert Speer, ministro degli Armamenti per la Germania, confermò l'autenticità dell'edizione tedesca di Picker nei suoi diari di Spandau. Disse che Hitler parlava spesso e a lungo dei suoi argomenti preferiti mentre gli ospiti erano ridotti ad ascoltatori silenziosi. Alla presenza delle persone "superiori per nascita ed educazione" Hitler si sforzava in tutta sincerità di "presentare i suoi pensieri nel modo più impressionante possibile". Speer invita a "ricordare che questa raccolta include solo quei passaggi nei monologhi di Hitler - impiegavano da una a due ore ogni giorno - che colpirono Picker come significativi. Le trascrizioni complete infatti porterebbero ad un senso di noia soffocante".
Secondo lo storico Max Domarus, Hitler imponeva il silenzio assoluto mentre pronunciava i suoi monologhi, nessuno poteva interromperlo o contraddirlo. Magda Goebbels riferì a Galeazzo Ciano: «È sempre Hitler che parla! Può essere Führer quanto vuole, ma si ripete sempre e annoia i suoi ospiti».
Ian Kershaw riporta:
Dopo la guerra, Albert Speer definì i colloqui delle "sciocchezze sconclusionate", aggiungendo:

## Controversie
Sebbene i discorsi siano generalmente considerati autentici, permangono dubbi su alcuni aspetti delle opere pubblicate, in particolare l'affidabilità di alcune dichiarazioni tradotte in francese e inglese, esistono alcune obiezioni sul modo in cui Martin Bormann potrebbe aver modificato le sue note e altre controversie su quale sia l'edizione più attendibile. François Genoud ha negato di aver modificato il manoscritto originale tedesco, sottolineando che era dattiloscritto con a parte le aggiunte manoscritte di Bormann e che quindi tali inserimenti non sarebbero stati possibili.
Richard Evans esprime cautela verso l'edizione inglese descrivendola come «imperfetta (e in nessun senso "ufficiale")», aggiungendo inoltre che doveva essere confrontata con l'edizione tedesca del 1980 per assicurarsi che fosse accurata prima di essere utilizzata. Anche Ian Kershaw nota che l'edizione inglese è imperfetta, per la tendenza a perdere parole, tralasciare righe o includere frasi che non si trovano nel testo tedesco, usa di preferenza le fonti originali tedesche, raccomandando "la dovuta cautela" nell'uso delle traduzioni inglesi.
Nel 2016 lo storico Mikael Nilsson ha sostenuto che Trevor-Roper non è riuscito a rivelare i problemi critici alla fonte, compresa l'evidenza che delle parti significative della traduzione inglese furono tradotte dall'edizione francese di Genoud e non dall'originale tedesco Bormann-Vermerke, come invece affermato da Trevor-Roper nella sua prefazione. Nilsson sostiene che questa informazione era probabilmente nota a Trevor-Roper perché era prevista nel contratto editoriale per cui "la traduzione in inglese sarebbe stata realizzata sulla base della versione francese di François Genoud". Nilsson conclude quindi che "il processo di traduzione è stato altamente dubbio; la storia del manoscritto dall'ideazione alla pubblicazione è nella migliore delle ipotesi misteriosa, ed è impossibile essere sicuri che la maggior parte delle voci riportate siano effettivamente autentiche (vale a dire, considerabili dichiarazioni reali di Hitler al contrario di cose che avrebbe potuto dire)". Per questo motivo Nilsson sostiene che Hitler non dovrebbe essere citato come l'autore perché non è chiaro "quante siano le parole di Hitler così come pronunciate, e quante siano un prodotto del successivo processo di ricordo e modifica". Nilsson ha sviluppato questa argomentazione nel suo libro del 2020 dove ha ulteriormente dimostrato i problemi critici della fonte di Conversazioni di Hitler a tavola e ha rivelato che Il testamento di Adolf Hitler era un falso.

### I commenti di Hitler sulla religione
Le Conversazioni di Hitler a tavola rivelano che dopo il 1937 Hitler continuò ad accrezzare il progetto di una Chiesa protestante tedesca del Reich unificata, poi rivelatosi infruttuoso. Ciò fu in linea con la sua precedente politica di riunire tutte le chiese protestanti in modo che fornissero alla popolazione le nuove dottrine razziali e nazionaliste del regime e agissero come una forza unificante in Germania. Nel 1940 abbandonò l'idea sincretista di un cristianesimo positivo. Secondo Thomas Childers, dopo il 1938 Hitler iniziò a sostenere pubblicamente una versione nazificata della scienza, in particolare del darwinismo sociale, punto focale dell'ideologia nazista al posto di quella religiosa; uno sviluppo che si riflette nelle sue osservazioni sempre più ostili nei confronti del cristianesimo. Lo storico Richard Weikart definì la fede di Hitler nell'"etica evolutiva come l'espressione della volontà di Dio" che abitualmente "equiparava le leggi della natura e la volontà della Provvidenza".
Nel Conversazioni Hitler lodò il trattato anticristiano Contra Galilaeos di Giuliano l'Apostata del 362. Nella voce datata 21 ottobre 1941 affermò:
Le osservazioni che non sono state contestate includono "Il cristianesimo è il prototipo del bolscevismo: la mobilitazione da parte dell'ebreo delle masse di schiavi con l'obiettivo di indebolire la società". Gli si attribuisce anche una fiducia nella scienza piuttosto che nella religione: "La scienza non può mentire, poiché si sforza sempre, secondo lo stato momentaneo della conoscenza, di dedurre ciò che è vero. Quando commette un errore, lo fa in buona fede. È il cristianesimo che è bugiardo". Tuttavia, Hitler insisteva: "Non vogliamo educare nessuno all'ateismo". Sui dieci comandamenti dell'Antico Testamento dice di essere convinto che essi "sono un codice di vita a cui non c'è confutazione. Questi precetti corrispondono ai bisogni inoppugnabili dell'anima umana; sono ispirati dal miglior spirito religioso, e le Chiese si sostengono su solide fondamenta".

### Opinioni revisioniste
Nel 2003 in questa visione consensuale sono sorte due questioni. Una, sollevata da Richard Steigmann-Gall, faceva parte della sua tesi secondo cui "i leader nazisti in realtà si consideravano cristiani" o almeno capivano il loro movimento "all'interno di un quadro di riferimento cristiano". Sostiene che diversi passaggi dei discorsi rivelano che Hitler aveva un attaccamento diretto al cristianesimo, che era un grande ammiratore di Gesù e "non dava alcuna indicazione che fosse agnostico o ateo", una visione del mondo in cui Hitler continuò a denigrare l'Unione Sovietica. Steigmann-Gall sostiene che le "Conversazioni di Hitler a tavola" mostrano una "rottura inequivocabile" con le sue precedenti opinioni religiose, che Steigmann-Gall definisce cristiane, e le attribuisce alla rabbia di Hitler per il suo fallimento nell'esercitare il controllo sulle chiese tedesche e non all'avversione al cristianesimo stesso. La tesi più ampia di Steigmann-Gall si dimostrò molto controversa, sebbene, come fece notare John S. Conway, le differenze tra la sua tesi e il consenso precedente riguardassero principalmente il "grado e la tempistica" dell'anticlericalismo nazista.
Nello stesso anno la validità storica delle osservazioni nelle traduzioni in inglese e francese del discorso fu contestata in una nuova traduzione, seppur parziale, da Richard Carrier e Reinhold Mittschang, che si spinsero fino a definirle "del tutto inaffidabili", supponendo che fossero state alterate da Francois Genoud. Fu proposta una nuova traduzione di dodici citazioni basata sulle edizioni tedesche di Picker e Jochmann, nonché un frammento del Bormann-Vermerke conservato presso la Biblioteca del Congresso. Carrier sostiene che gran parte dell'edizione inglese di Trevor-Roper è in realtà una traduzione letterale dall'edizione francese di Genoud e non dell'originale tedesco. La tesi di Carrier si basa sul confronto tra il testo originale tedesco di Picker e la traduzione francese di Genoud e rivela che la versione di Genoud è nella migliore delle ipotesi una traduzione scadente, e in alcuni punti contiene delle "distorsioni palesi". Molte citazioni utilizzate per sostenere gli argomenti a favore del disprezzo di Hitler per il cristianesimo derivano dalla traduzione Genoud-Trevor-Roper. Carrier sostiene che "chi cita questo testo cita ciò che Hitler ha effettivamente detto".
Nella nuova prefazione Gerhard Weinberg ha commentato che "Carrier ha mostrato che il testo inglese apparso originariamente nel 1953 e qui ristampato deriva dall'edizione francese di Genoud e non da uno dei testi tedeschi". Citando l'articolo di Carrier, Diethelm Prowe ha osservato che il Trevor-Roper "si è dimostrato del tutto inaffidabile come fonte quasi un decennio fa". Rainer Bucher, riferendosi ai problemi sollevati da Carrier, descrisse la traduzione inglese come "non solo di dubbia origine ma anche di dubbio intento e fondamento ideologico", scegliendo invece di affidarsi sia all'edizione tedesca di Picker che a quella di Heim. Derek Hastings fa riferimento all'articolo di Carrier per "un tentativo di minare l'attendibilità delle dichiarazioni". La tesi di Carrier secondo cui si dovrebbe fare a meno della traduzione inglese non è accettata da Steigmann-Gall, che, pur facendo riferimento alle confutazioni di Carrier, "in ultima analisi ne presume l'autenticità". Johnstone ha notato che Richard Carrier ha dimostrato che solo 4 dei 42 commenti sull'influenza malevola del cristianesimo erano falsi, senza discutere il resto, e che quindi Carrier è stato ben lungi dall'essere riuscito a demolire l'immagine del carattere non cristiano di Hitler.

### Fonti contemporanee
Tra il 1941 e il 1944, periodo in cui veniva trascritto il discorso, alcuni intimi di Hitler lo citano esprimendo opinioni negative sul cristianesimo, tra cui Joseph Goebbels, Albert Speer e Martin Bormann. Il generale Gerhard Engel riferisce che nel 1941 Hitler affermò: "Ora sono cattolico come prima e lo rimarrò per sempre". Il cardinale Michael von Faulhaber, dopo aver parlato con Hitler nel 1936, dice che "vive senza dubbio nella fede in Dio [...] Riconosce il cristianesimo come il costruttore della cultura occidentale". Secondo Ian Kershaw, Hitler ingannò Faulhaber, sfruttando la sua "evidente capacità di simulare, anche verso i leader della chiesa potenzialmente critici, l'immagine di un leader desideroso di sostenere e proteggere il cristianesimo".
Il parere diffuso tra gli storici, a lungo sostenuto dopo il lavoro iniziale di William Shirer negli anni '60, è che Hitler fosse anticlericale. Questa continua ad essere la posizione dominante sulle opinioni religiose di Hitler che trova conferma nella traduzione inglese. Michael Burleigh ha messo a confronto le dichiarazioni pubbliche di Hitler sul cristianesimo con quelle trascritte, ipotizzando che le vere opinioni religiose di Hitler fossero "un misto di biologia materialista, un finto disprezzo nietzscheano, distinto dai valori secondari, cristiani, e un viscerale anticlericalismo". Richard Evans ha ribadito l'opinione che il nazismo fosse laico, scientifico e di prospettiva antireligiosa nell'ultimo volume della sua trilogia sulla Germania nazista, scrivendo che "l'ostilità di Hitler verso il cristianesimo raggiunse nuovi traguardi durante la guerra" e citando la traduzione inglese del 1953.